# Bigfoot

Silueta seskveče

Bigfoot (angl. velká noha), známý také jako seskveč je označení neznámého druhu dvounohého hominida, jehož existence nebyla spolehlivě prokázána. Jde o postavu severoamerického folklóru, která by měla přežívat v lesích severozápadu USA a kanadské provincie Britská Kolumbie. Bylo zaznamenáno mnoho zpráv o jeho pozorování. Bigfoot je nejčastěji popisován jako přibližně 2 metry vysoký dvounohý hominid s dlouhými pažemi, jehož celé tělo pokrývá hustá tmavá srst. Někteří lidé se domnívají, že jde o dosud neobjevený živočišný druh, možná příbuzný známějšího yettiho z Tibetu, či australského yowie a nebo se jedná o potomka dávno vyhynulého obřího primáta zvaného Gigantopithecus.
Označení seskveč (anglicky sasquatch) pochází z indiánského jazyka Kwakiutlů. V různých indiánských jazycích má ještě celou řadu dalších jmen.

## Pozorování, důkazy a závěry
Roku 1958 v kalifornském Bluff Creek údajně objevil Ray Wallace stopy neznámého tvora, které na fotografiích obletěly celý svět. Díky těmto stopám (které podle pozdějšího prohlášení Wallaceho rodiny byly uměle vyrobeny za pomoci dřevěné makety) získal záhadný tvor přezdívku „bigfoot“, v doslovném překladu „velká stopa“ či „velká noha“. Zároveň s Wallaceovým nálezem se v amerických sdělovacích prostředcích objevily i jiné zprávy o bigfootích stopách, následně i výpovědi svědků, kteří měli v několika amerických státech bigfoota zahlédnout.
V srpnu 1967 Dr. Donald Neil Abbott, antropolog a archeolog z Royal British Columbia Museum, nafotil sérii otisků chodidel domnělého bigfoota na Blue Creek Mountain road v severní Kalifornii, kde byly v té době zaznamenány doslova stovky šlápot tohoto neznámého tvora, které nebyly dodnes zoology přiřazeny k některému z živočišných druhů. Dne 20. října 1967 pak Roger Patterson a Bob Gimlin natočili na Bluff Creek v severní Kalifornii to, co se zdá být samicí bigfoota s ležérní chůzí přes hlinitopísčitou lokalitu. Film poskytuje jasný pohled na několik cyklů chůze. Dlouhá trať hlubokých stop, zanechaných v terénu tímto tvorem, umožnila později (stejně jako v jiných případech) odvodit antropologům řadu informací o kráčejícím tvorovi. Vedoucí asistent lesní správy Robert Laverty, který navštívil místo příští den se svým týmem, vyfotografoval v místech, kde Roger Patterson a Bob Gimlin natočili své záběry, neznámým tvorem zanechané stopy. Podle některých antropologů, jedna stopa z Lavertyho fotografií vykazuje „výrazný tlak hřebene v midtarsální oblasti“. Kanadský preparátor Bob Titmus o necelé dva týdny později pořídil odlitky této a dalších devíti po sobě jdoucích stop. A tak byly stopy údajného bigfoota, kterého měli Patterson s Gimlinem nafilmovat, v depozitářích některých amerických univerzit a v nejrůznějších soukromých sbírkách za účelem dalšího studia uchovány.
20. října 1967 natočili bigfoota na kameru rangeři Roger Petterson a Bob Gimlin v severní Kalifornii. Kritikové označují záběry za podvod s odůvodněním, že jde pouze o člověka v kostýmu gorily, ale zesnulý antropolog profesor Grover Krantz z Washingtonské státní univerzity byl přesvědčen o opaku, jelikož pohyby tvora na záběrech se podle něj výrazně liší od lidských. Známými se také staly stopy, které údajně často zanechává. Ve většině případů byly ale shledány jako podvrh.

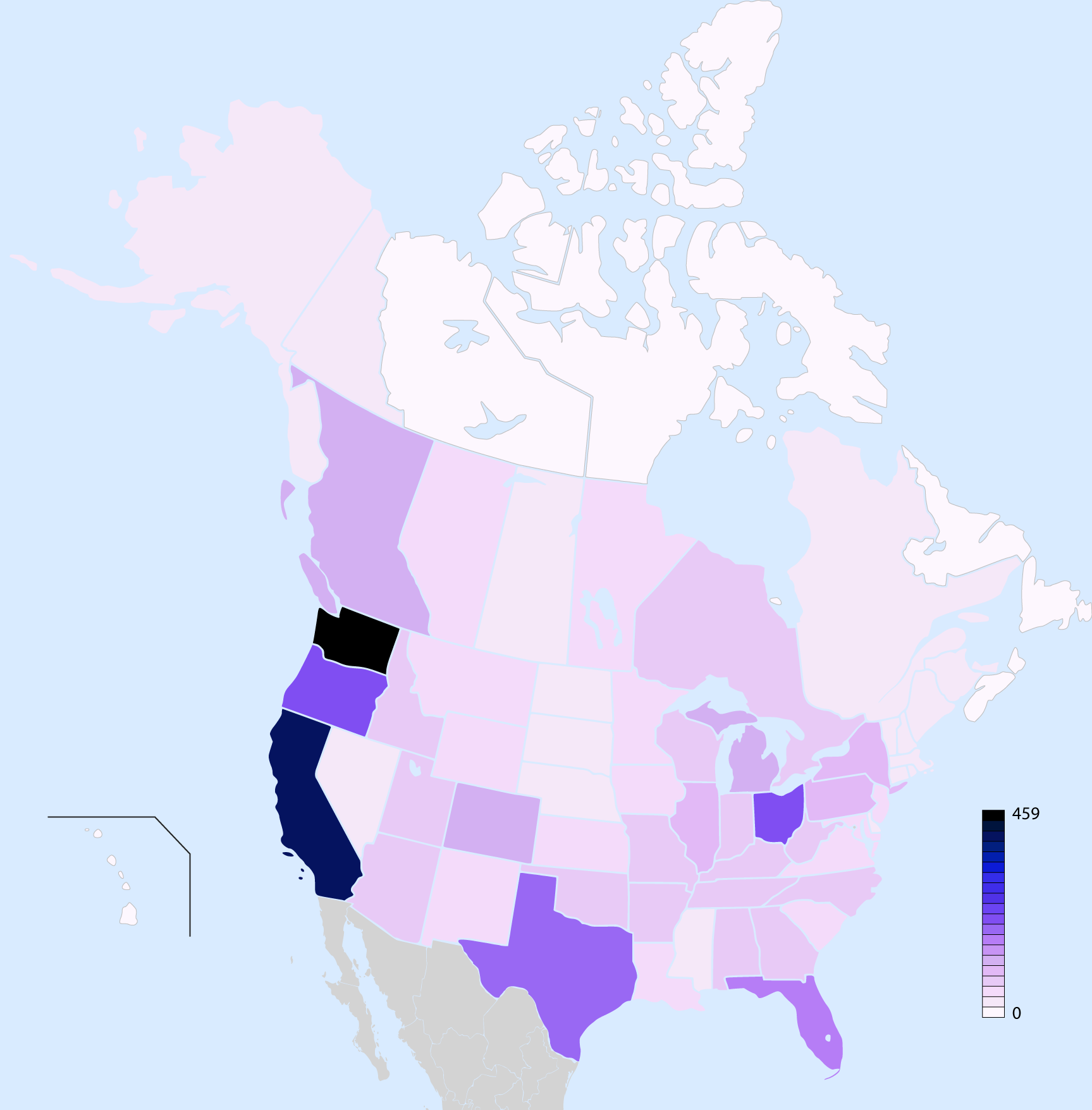
Míra pozorování Bigfoota v jednotlivých státech Severní Ameriky

Na prstech končetin má mít sasquatch nehty (znak všech primátů), podobné jaké má člověk. Jeho noha se rovněž podobá lidské, dokonce mnohem více než noha lidoopů, neboť palec není (jako třeba u šimpanze) v opozici. Jde o jeden z nejdůležitějších postřehů, neboť vývoj nohy u velkých lidoopů a u člověka šel opačným směrem (zatímco u lidoopů se palec nohy oddaloval od ostatních prstů a plně zajišťoval uchopování, u člověka se palec přiklonil k ostatním prstům a jeho funkce se změnila tak, aby palec a zejména jeho články zajišťovaly stání a chůzi). Tuto skutečnost zdůrazňoval antropolog prof. Grover Krantz (1931–2002), který se řadu let zabýval analýzou otisků sasquatchových chodidel. Krantz se domníval, že stopy patří poddruhu gigantopitéka, proto také roku 1986 v antropologickém časopise Northwest Antropological Research Notes sasquatchovi přiřadil vědecký název Gigantopithecus canadensis. Neboť předpokládal, jako někteří další badatelé (Eckhardt, Wu, Robinson), že gigantopiték nebyl kvadrupední, nýbrž bipedální hominid.
Dr. Jeff Meldrum, odborník zabývající se primáty, se zaměřil na prozkoumání délky rukou bigfoota, kterého natočili Gimlin s Pattersonem. Zjistil, že běžně používaný index IM (což je číselný údaj získaný na základě porovnání délky končetin) neodpovídá lidskému indexu IM. Lidské ruce jsou výrazně kratší, než ruce tohoto bigfoota. Z jeho výzkumu vyplývá, že by bylo velmi složité, ne-li nemožné, aby na záběrech byl člověk v masce. Pokud by totiž člověk v masce nějakým způsobem prodloužil své ruce (např. velkými rukavicemi) změnil by se značně běžný poměr a jedinec v masce by měl viditelně delší předloktí v poměru k ostatním částem těla, což by působilo velmi nepřirozeně.
V roce 1998 se štáb BBC pokusil vytvořit masku tak, aby v ní člověk vypadal jako bigfoot. V porovnání s originálními záběry je na první pohled zřejmé, že člověk v masce má podstatně kratší ruce, než bigfoot na záběrech z Bluff Creek.
Dne 22. května 2012 byl ve sdělovacích prostředcích představen Oxford-Lausanne Collateral Hominid Project, který je založen na spolupráci mezi Oxfordskou univerzitou a Muzeem zoologie v Lausanne. V projektu mají být využity nejnovější techniky ke genetickému vyšetření organických zbytků, které mají patřit tvoru zvanému yetti či bigfoot a dalším „ztraceným“ druhům hominida. Prvotní základ pro výzkum představují vzorky, které od roku 1950 systematicky shromažďoval zoolog Dr. Bernard Heuvelmans (1916–2001), nacházející se ve vlastnictví švýcarského Muzea zoologie v Lausanne. Profesor Bryan Sykes z Oxfordu (uznávaný odborník v oblasti lidské genetiky) vyzval instituce i jednotlivce, aby Oxfordské univerzitě předložili podrobné údaje o vzorcích, které se nacházejí v jejich držení. Na požádání pak majitelé nejzajímavějších vzorků měli tyto zapůjčit univerzitě, a to zejména vlasy či chlupy, k jejich důsledné genetické analýze. První výsledky měly být zveřejněny v příslušných odborných (peer-reviewed scientific) časopisech v prvním kvartále roku 2013, k čemuž však nedošlo.